# Anna Alekszandrovna Virubova
Anna Alekszandrovna Virubova, született Tanyejeva (oroszul: Анна Александровна Вырубова, Танеева; 1884. július 16. – Helsinki, 1964. július 20.) orosz nemes és cári udvarhölgy. Alekszandra Fjodorovna orosz cárné bizalmasaként nagy szerepet játszott Raszputyin udvari körökbe való bevezetésében.

## Élete
Anna Alekszandrovna 1884 nyarán látott napvilágot Alekszandr Szergejevics Tanyejev (1850–1918) és Nagyezsda Illarionovna Tolsztaja (1860–1937) gyermekeként. Édesapja orosz köznemesként és udvari zeneszerzőként fontos kapcsolatokat ápolt az orosz nemesség befolyásosabb tagjaival; édesanyja a történelmi Tolsztoj család sarja volt, és rokonságban állt Mihail Illarionovics Kutuzovval, a napóleoni háborúk orosz hősével. Anna Alekszandrovnának két testvére volt: Szergej Alekszandrovics (1886–1975) és Alekszandra Alekszandrovna (1888–1968), aki utóbb Alekszandr Erikovics von Pistohlkors felesége lett. Anna és húga, Alekszandra neveltetése során elsősorban a zenei képzésre fektettek hangsúlyt, köszönhetően édesapjuk mesterségének. Bár nemesi gyökerekkel rendelkezett, a család viszonylag szerény körülmények között élt, a nyarakat Moszkva mellett, Iljinszkoje falvában töltve. Az ottani nyaraló szomszédságában volt Jelizaveta Fjodorovna orosz nagyhercegné nyári rezidenciája; Anna Alekszandrovna itt találkozott először Alix hesseni hercegnővel, aki nővéréhez, a nagyhercegnéhez jött látogatóba.
Előkelő családi háttere és a cári családdal való szoros kapcsolatai tették lehetővé Anna Alekszandrovnának, hogy tizenhét éves korában hivatalosan is bemutassák őt Marija Fjodorovna özvegy cárnénak, így vezetve be Anna Tanyejevát a társaságba. A cári udvar pompáját és csillogását a fiatal Anna Alekszandrovna tündérmeseként élte meg, bár röviddel első nyilvános szereplése után tífuszos lett, és sokáig tartott, míg teljesen felgyógyult. Bekerülvén az udvarba, Anna Alekszandrovna hamar összebarátkozott Alekszandra Fjodorovna cárnéval, aki 1903 telén megkérte Anna Tanyejevát, hogy legyen az udvarhölgye a megbetegedett Szofja Oberliani hercegasszony helyett. Anna Alekszandrovna egyre szorosabb köteléket alakított ki a cári családdal, 1906-ban már a családi nyaralásra is elkísérte őket. A cári família a Standart jacht fedélzetén hajózott, Anna Tanyejeva itt ismerkedett meg a nemesi sorból származó Alekszandr Vasziljevics Virubov (1884–1919) tengerésztiszttel. Virubov udvarolni kezdett Anna Alekszandrovnának; a Tanyejev család és a cárné is pártját fogták a tengerésznek, aki 1906 végén egy bál alatt megkérte Anna Alekszandrovna kezét.
Az esküvőt 1907. április 30-án tartották Carszkoje Szelo magántemplomában, a cári család jelenlétében. A házasságról hamar kiderült, hogy nem működőképes. Virubov a felesége beszámolói szerint gyakran nem volt beszámítható, és rendszeresen lerészegedett. Egy svájci szanatóriumban is kezelték idegproblémákkal, de állapota így sem javult. Anna Virubova családi élete pokollá vált, így végül két éven belül, cári engedéllyel kimondták a válást. Alekszandr Vasziljevics négy év múlva még egyszer megnősült, második házasságából két leánya származott. Később az orosz polgárháborúban esett el, a fehérek oldalán harcolva. Az elvált Anna Alekszandrovna megtarthatta a cári családtól eljegyzési ajándékként kapott kis házat, mely a család kedvenc lakhelyétől, a Sándor-palotától nem messze feküdt. A cár és a cárné gyakori látogatói voltak Anna Virubova házának; később Alekszandra Fjodorovna itt bonyolította le Raszputyinnal való találkozásainak jó részét.

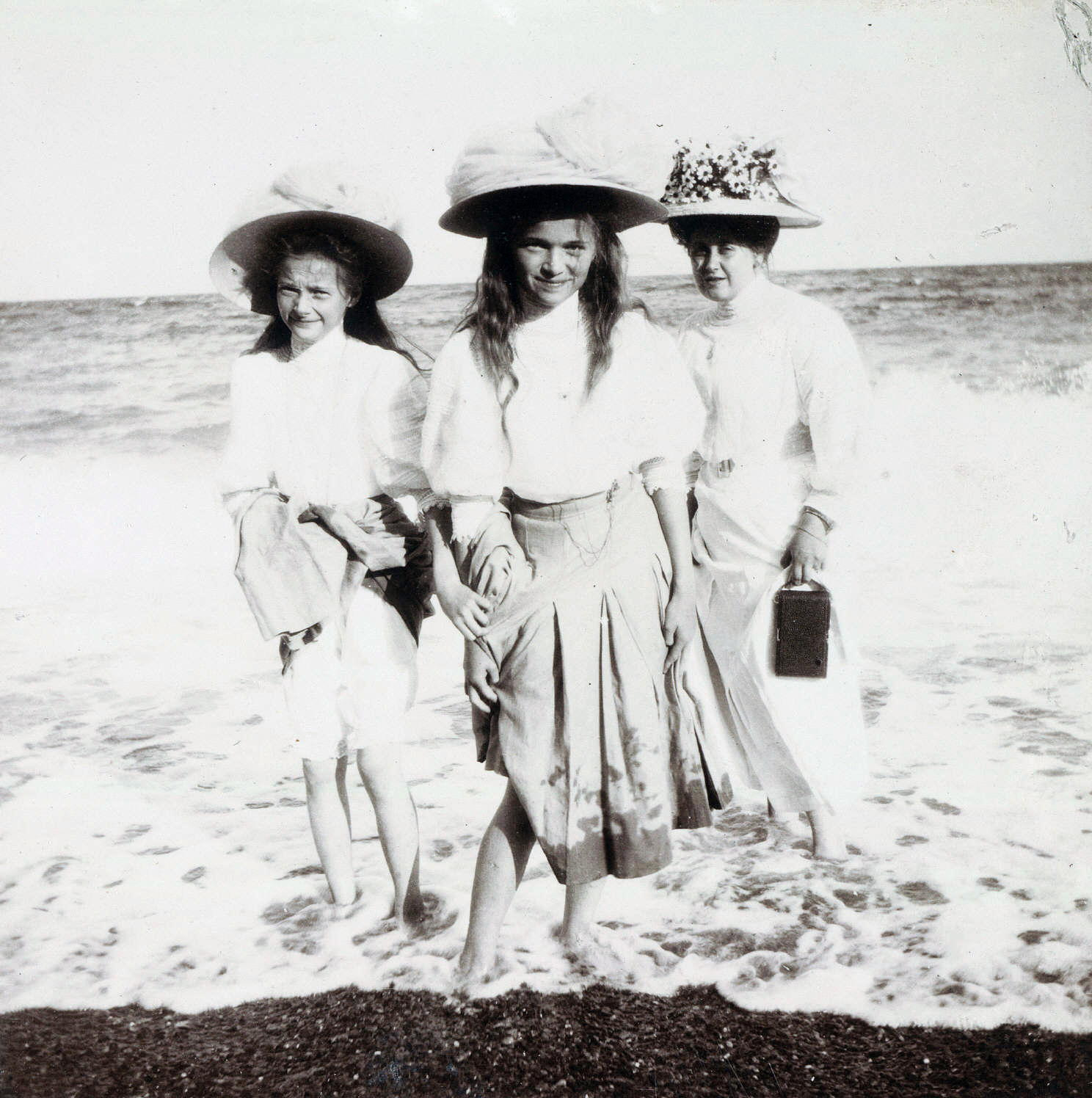
Anna Alekszandrovna Virubova Olga (középen) és Tatyjana nagyhercegnőkkel

Alekszandra cárné nagyra értékelte Anna Virubova odaadását és hűségét, az udvarhölgy így rövid időn belül a cári család jó barátja és bizalmasa lett. A cárné egyszerre tekintette leányának és barátnőjének, de a négy nagyhercegnő is afféle nővérként kezelte. Beceneveket találtak ki számára, meghívták a családi nyaralásaikra, és rendszeresen levelet váltottak vele, mikor távol tartózkodott az udvartól. Az uralkodócsalád és Anna Alekszandrovna kapcsolatát sokan – elsősorban a szentpétervári előkelő társaságból – nem nézték jó szemmel, Anna Alekszandrovnát unalmas, üresfejű teremtésnek tartották. Az ilyesfajta véleményeket csak még inkább erősítette, mikor elterjedt a pletyka, hogy 1905-ben ő mutatta be a cári családnak Raszputyint. Raszputyin magát szent embernek valló sarlatán volt, aki azzal kerítette a hatalmába a cári családot, hogy azt állította: képes meggyógyítani a vérzékenységben szenvedő Alekszej Nyikolajevics trónörököst. Emlékirataiban Anna Virubova tagadja ezeket a szóbeszédeket; Raszputyinnal való viszonya máig nem tisztázott. Az, hogy a cári pár Anna Alekszandrovna házában találkozott Raszputyinnal, illetve hogy az udvarhölgy szolgált „összekötőként” a család és a sarlatán között, mindenesetre az elterjedt pletykákat támasztja alá.
Az első világháború alatt Anna Virubova a cárnéval és annak két legidősebb lányával, Olga Nyikolajevna és Tatyjana Nyikolajevna nagyhercegnőkkel önkéntes ápolónőként csatlakozott Vöröskereszthez, és sebesült katonákat ápoltak a cárné által fenntartott kórházakban. 1915-ben Anna Alekszandrovna súlyosan megsebesült egy vonatbalesetben, több hónapra kerekesszékbe kényszerült, egészsége csak évek múltán állt vissza, bár még akkor is csak mankóval tudott járni. A baleset lehetetlenné tette számára a további nővéri feladatok ellátását.
1917-ben, miután II. Miklós cár lemondott, és kikiáltották a köztársaságot, Anna Alekszandrovnát a cári családhoz fűződő szoros kapcsolata miatt őrizetbe vették saját házában. A bolsevikok hatalomra kerülését követően átkerült a szentpétervári Péter-Pál Erődbe, ahol vallatások és kihallgatások sorozatán esett át. A bolsevik vezetés feltehetően a cári családról akart terhelő bizonyítékokat szerezni tőle. Ennek érdekében még orvosi vizsgálatoknak is alávetették, amik során bebizonyosodott, hogy Anna Virubova szűz, megcáfolva ezzel a Raszputyinnal, illetve a cárral fenntartott viszonyról szóló híreszteléseket. A bolsevik rendőrség semmilyen hasznos információt nem tudott kiszedni belőle, és mivel veszélytelennek találták, szemet hunytak Finnországba történő emigrálása fölött. Hazáját 1920 decemberében hagyta el, Viborg városában lelt otthonra. A cári családdal töltött időről két könyvet is írt, ezek közül csak az egyiket publikálták még élete során. A legtöbb orosz emigránssal szemben nem menekült Franciaországba, feltehetően mert számos ott élő orosz részben őt tette felelőssé a cári család bukásáért.
A második világháború folyamán a Vörös Hadsereg megszállta Viborg környékét, a tőlük való félelmében ezért Anna Virubova Helsinkibe költözött. A világháború után letette a nővéri fogadalmat egy orosz ortodox női apácarendnél. Az orosz forradalom során meggyilkolt cári család emlékének őrzéseként udvarhölgyi szalagját élete végéig viselte. Saját otthonában, betegség következtében hunyt el 1964. július 20-án a finn fővárosban. Helsinki egyik temetőjének ortodoxok számára fenntartott részében temették el.
Anna Alekszandrovna Virubova még az orosz forradalom előtt összebarátkozott a bolsevikokat támogató Makszim Gorkijjal, aki arra biztatta őt, hogy írja meg emlékiratait. Az udvarhölgy megfogadta a tanácsát; a memoárja és a családról készített több száz fényképe fontos, de nem mindig megbizható és elfogulatlan részletekkel szolgál a cári família életéről és mindennapjairól.